# Jože Krošl
Jože Krošl, slovenski rimskokatoliški duhovnik, teolog in pastoralni sociolog, * 21. julij 1894, Brežice, † 1. november 1978, Cirkulane.
Rodil se je očetu Jožefu in materi Antoniji (rojena Kreačič). Bogoslovje je študiral v Mariboru in bil leta 1916 posvečen v duhovnika. Kot kaplan je služboval v Celju, nadaljeval biblične študije v Gradcu in Ljubljani ter leta 1923 doktoriral. V letih 1924−1927 je predaval osnovno bogoslovje v Mariboru, od 1928 delal v upravi Dravske banovine v Ljubljani kot predavatelj oz. kmečki prosvetitelj. Po 2. svetovni vojni je bil do leta 1954 župnik v Cirkulanah in se ukvarjal  s pastoralno sociologijo. Od leta 1968 je honorarno predaval na mariborskem oddelku Teološke fakultete Ljubljana pastoralno sociologijo. Leta 1974 mu je fakulteta podelila častni doktorat. Bil je tudi častni kanonik mariborskega stolnega kapitlja in (stolni)? dekan. Njegov mlajši brat je bil dr. Anton Krošl, ki je bil začetnik slovenskega izobraževanja na daljavo in ustanovitelj, lastnik in direktor zasebne Dopisne trgovske šole in Trgovskega učnega zavoda v Ljubljani.

## Izbrana bibliografija
- Centralno svetišče pri Izraelcih pred Josijem /disertacija/(COBISS)
- Uvod v pastoralno sociologijo (COBISS)